# Panelus kubotai
Panelus kubotai là một loài bọ cánh cứng trong họ Bọ hung (Scarabaeidae).